# Euchaetis elata
Euchaetis elata är en vinruteväxtart som beskrevs av Eckl & Zeyh.. Euchaetis elata ingår i släktet Euchaetis och familjen vinruteväxter. Inga underarter finns listade i Catalogue of Life.